# ウッドバインマイル
ウッドバインマイル（Woodbine Mile）は、ウッドバインエンターテインメントグループが施行する競馬のG1競走（国際競走）である。ウッドバインマイルステークス（Woodbine Mile Stakes）と表記される場合もある。

## 概要
毎年9月中旬に行われる。前身は1988年から始まったビールメーカーのモルソンをスポンサーとするモルソンエクスポートチャレンジで、総賞金75万カナダドルだった。翌年には総賞金が100万カナダドルになりレース名もモルソンエクスポートミリオンになった。95年いっぱいでスポンサーが下りたことで1996年から競馬場にちなんだレース名になったが、1999年より新スポンサーを迎え2005年までアットマイルと呼ばれた。以降スポンサー（リコーなど）は付いているものの、ウッドバインマイルの名で施行されている。
もともとは3歳馬限定のダートレースだったが、1997年より現条件で施行されカナダのマイル最強馬決定戦となった。
ブリーダーズカップチャレンジシリーズの一部で、勝ち馬はブリーダーズカップ・マイルの資格を自動的に獲得する。
また、本競走出走後にマイルチャンピオンシップへ出走する馬もいる。

## 歴史
- 1988年 - 距離ダート10ハロン（約2011m）の条件で創設。創設時の競走名はモルソンエクスポートチャレンジ（Molson Export Challenge）。
- 1989年 - 競走名を改称し、モルソンエクスポートミリオン（Molson Export million）として施行。
- 1990年 - G2に格付け。
- 1991年 - 距離が短縮され9ハロン（約1810m）で施行。
- 1996年 - G1に昇格、競走名を改称し、ウッドバインミリオン（Woodbine million）として施行。
- 1997年 - 距離がさらに短縮され1マイルになり、3歳限定から古馬も参加できるようになった。馬場条件が芝に変更となったことで翌年まで格付け無しとなる。競走名を改称し、ウッドバインマイルとして施行。
- 1999年 - G1に再昇格、競走名を改称し、アットマイル（Atto Mile）として施行。
- 2006年 - 競走名がウッドバインマイルに戻る。

## 主な優勝馬
※1996年のG1昇格以降、回次も1996年以降。
| 回     | 施行日        | 調教国・優勝馬     | 日本語読み             | 性齢 | タイム  | 優勝騎手         | 管理調教師       |
| ------ | ------------- | ------------------ | ---------------------- | ---- | ------- | ---------------- | ---------------- |
| 第1回  | 1996年9月15日 | Skip Away          | スキップアウェイ       | 牡3  | 1:49.00 | S.セラーズ       | H.ハイン         |
| 第2回  | 1997年9月20日 | Geri               | ジェリ                 | 牡5  | 1:36.20 | C.アントレー     | W.モット         |
| 第3回  | 1998年9月20日 | Labeeb             | ラビーブ               | 牡6  | 1:33.00 | K.デザーモ       | N.ドライスデール |
| 第4回  | 1999年9月19日 | Quiet Resolve†     | クワイエットリゾルヴ   | 騸4  | 1:33.19 | R.ランドリー     | M.R.フロスタッド |
| 第5回  | 2000年9月10日 | Riviera            | リヴィエラ             | 牡6  | 1:33.18 | J.ヴェラスケス   | R.フランケル     |
| 第6回  | 2001年9月9日  | Numerous Times     | ニューマラスタイムズ   | 牡4  | 1:32.79 | P.ハズバンズ     | A.アタール       |
| 第7回  | 2002年9月8日  | Good Journey       | グッドジャーニー       | 牡6  | 1:33.27 | P.デイ           | W.ドラーズ       |
| 第8回  | 2003年9月14日 | Touch of the Blues | タッチオブザブルース   | 牡6  | 1:33.39 | K.デザーモ       | N.ドライスデール |
| 第9回  | 2004年9月19日 | Soaring Free       | ソアリングフリー       | 騸5  | 1:32.72 | T.カベル         | M.R.フロスタッド |
| 第10回 | 2005年9月18日 | Leroidesanimaux    | ルロワデザニモー       | 牡5  | 1:35.08 | J.ヴェラスケス   | R.フランケル     |
| 第11回 | 2006年9月17日 | Becrux             | ベクラックス           | 騸4  | 1:33.99 | P.ヴァレンズエラ | N.ドライスデール |
| 第12回 | 2007年9月16日 | Shakespeare        | シェイクスピア         | 牡6  | 1:33.58 | G.ゴメス         | K.マクローリン   |
| 第13回 | 2008年9月7日  | Rahy's Attorney    | ラーイズアトーニー     | 騸4  | 1:36.14 | S.キャラハン     | I.ブラック       |
| 第14回 | 2009年9月20日 | Ventura            | ヴェンチュラ           | 牝5  | 1:32.04 | G.ゴメス         | R.フランケル     |
| 第15回 | 2010年9月19日 | Court Vision       | コートヴィジョン       | 牡5  | 1:34.62 | R.アルバラード   | R.ダトローJr     |
| 第16回 | 2011年9月18日 | Turallure          | トゥーラルアー         | 牡4  | 1:34.92 | J.レパルー       | C.ロプレスティ   |
| 第17回 | 2012年9月16日 | Wise Dan           | ワイズダン             | 騸5  | 1:34.07 | J.ヴェラスケス   | C.Lopresti       |
| 第18回 | 2013年9月15日 | Wise Dan           | ワイズダン             | 騸6  | 1:31.75 | Jヴェラスケス    | C.Lopresti       |
| 第19回 | 2014年9月14日 | Trade Storm        | トレードストーム       | 牡6  | 1:36.87 | J.スペンサー     | D.Simcock        |
| 第20回 | 2015年9月13日 | Mondialiste        | モンディアリスト       | 牡5  | 1:36.66 | F.リンチ         | D.O'Meara        |
| 第21回 | 2016年9月17日 | Tepin              | テピン                 | 牝5  | 1:34.13 | J.レパルー       | M.Casse          |
| 第22回 | 2017年9月16日 | World Approval     | ワールドアプルーヴァル | 騸5  | 1:33.05 | J.ヴェラスケス   | M.Casse          |
| 第23回 | 2018年9月15日 | Oscar Performance  | オスカーパフォーマンス | 牡4  | 1:33.12 | J.オルティス     | B.Lynch          |
| 第24回 | 2019年9月14日 | El Tormenta        | エルトルメンタ         | 騸4  | 1:32.60 | E.ダシルヴァ     | G.Cox            |
| 第25回 | 2020年9月19日 | Starship Jubilee   | スターシップジュビリー | 牝7  | 1:32.06 | J.Stein          | K.Attard         |
| 第26回 | 2021年9月18日 | Town Cruise        | タウンクルーズ         | 騸6  | 1:35.14 | 福元大輔         | B.Greer          |
| 第27回 | 2022年9月17日 | Modern Games       | モダンゲームズ         | 牡3  | 1:32.77 | W.ビュイック     | C.アップルビー   |
| 第28回 | 2023年9月16日 | Master Of The Seas | マスターオブザシーズ   | 騸5  | 1:33.79 | W.ビュイック     | C.アップルビー   |
| 第29回 | 2024年9月14日 | Win For The Money  | ウィンフォーザマネー   | 騸5  | 1:32.11 | P.ハズバンズ     | M.Casse          |

†1999年はHawksley Hillが1着入線したが4着に降着した